# Johann Samuel Friedrich Pagenstecher
Johann Samuel Friedrich Pagenstecher (* 12. Oktober 1783 in Bern; † 7. Dezember 1856 ebenda) war ein Schweizer Apotheker.
Seine Eltern waren der Apotheker Johann Friedrich Pagenstecher und Esther Jeanne Françoise Carrard.
Er studierte Pharmazie in Erfurt und Göttingen, machte 1805 in Bern sein Apothekerexamen und übernahm die väterliche Apotheke an der Kramgasse in Bern. 1807–19 und 1832–33 war er Mitglied des Berner Sanitätskollegiums, 1831–35 der Sanitätskommission und Mitglied diverser wissenschaftlicher Vereine. 1845 promovierte er in München. Er führte in seinem Labor pharmazeutische Forschungen durch, deren Ergebnisse er publizierte.
1848 heiratete er Anna Maria Buchheit aus Lemberg i. d. Pfalz.